# Capitatio-iugatio

Sistemul capitatio-iugatio a fost un sistem de colectare al impozitelor creat de Împăratul Roman Dioclețian. Acesta a fost revoluționar prin bazarea cantități de capital preluată pe baza productivității de teren.
Acest sistem de impozitare implica două componente principale:
- capitatio: Aceasta era o formă de impozit direct care se aplica pe cap de persoană. Fiecare adult era obligat să plătească o sumă fixă de bani statului, indiferent de avere sau venit. Cu toate acestea, există unele dovezi că aceste taxe au fost echivalente cu veniturile individuale, ceea ce ar fi făcut sistemul mai echitabil.
- iugatio: Aceasta era o taxă pe unitatea de pământ, care era măsurată în unități de suprafață agricolă, numite "iugum". Proprietarii de terenuri agricole erau impuși să plătească o anumită sumă de bani pentru fiecare iugum de pământ pe care îl dețineau.